# هيرشل لي هويل
هيرشل لي هويل هو سياسي كندي، ولد في 13 يناير 1912، وتوفي في 27 فبراير 1990. انتخب عضو المجلس التشريعي من ساسكاتشوان.